# Número perfeito
Em matemática, um número perfeito é um número natural para o qual a soma de todos os seus divisores naturais próprios (excluindo ele mesmo) é igual ao próprio número, ou ainda, que a soma de todos os divisores (o que inclui ele mesmo) seja o dobro do número original. Por exemplo, o número 28 é, pois: {\displaystyle \,\!28=1+2+4+7+14}. Todo número perfeito é um número triangular, bem como um número hexagonal.

## Números perfeitos pares
O IX Livro dos Elementos de Euclides, que possui textos datados de 300 a.C. aproximadamente, contém a definição de números perfeitos: um número natural cuja soma dos divisores próprios - divisores diferentes do próprio número - seja igual a esse número natural. 
No mesmo livro, havia a seguinte proposição: 'Se tantos números quantos se queira começando a partir da unidade forem dispostos continuamente numa proporção duplicada até que a soma de todos resulte num número primo, e se a soma multiplicada pelo último origina algum número, então o produto será um número perfeito'. Em linguagem matemáticas temos que se 2n − 1 é um número primo, então a fórmula 2n−1(2n-1) resulta em um número perfeito. Os gregos antigos estavam limitados aos quatro primeiros dados pela fórmula de Euclides 2n−1(2n−1):
para n = 2:   21(22 − 1) = 6
para n = 3:   22(23 − 1) = 28
para n = 5:   24(25 − 1) = 496
para n = 7:   26(27 − 1) = 8.128
Os matemáticos da Antiguidade fizeram várias afirmações sobre os números perfeitos baseados nos quatro que conheciam, mas a maior parte delas vieram a provar-se serem falsas. Nicômaco de Gerase, um neo-pitagórico do século I, afirmou que como 2, 3, 5, e 7 são precisamente os quatro primeiros primos, o quinto número perfeito seria obtido com n = 11, que é o quinto primo. Todavia, 211 − 1 = 2.047 = 23 × 89 não é primo e daí n = 11 não gera um número perfeito. Duas outras falsas afirmações são:
- O quinto número perfeito teria cinco algarismos pois os primeiros quatro têm, respectivamente, 1, 2, 3, e 4 algarismos.
- Os números perfeitos alternam 6 e 8 no último algarismo.

O quinto número perfeito ({\displaystyle 33.550.336=2^{12}(2^{13}-1)}), registrado anonimamente em um manuscrito medieval datado de 1456, tem 8 algarismos, contrariando a primeira afirmação. Como termina em 6, a segunda afirmação parecia não ser falsa. Todavia, o sexto número perfeito (8 589 869 056), "encontrado" pelo matemático italiano Pietro Antonio Cataldi (que também achou o sétimo número perfeito), também termina em 6. É fácil provar que o último algarismo de um número perfeito par é sempre 6 ou 8.
Para que {\displaystyle 2^{n}-1} seja primo, é necessário mas não suficiente que {\displaystyle n} seja primo. Os primos da forma 2n − 1 são conhecidos como primos de Mersenne, em honra do monge e matemático Marin Mersenne, que os estudou em 1.644 junto com a teoria dos números e as propriedades dos números perfeitos.
Um milénio depois de Euclides, Ibn al-Haytham (Alhazen), por volta do ano 1000, percebeu que todo o número perfeito par é da forma 2n−1(2n − 1) onde 2n − 1 é um número primo, Mas não conseguiu provar o resultado. Só no século XVIII Leonhard Euler provou que a fórmula 2n−1(2n − 1) daria todos os números perfeitos pares. Portanto, todo o primo de Mersenne gera um diferente número perfeito par, numa correspondência unívoca entre ambos os conjuntos. Este resultado é muitas vezes referido como o "teorema de Euclides-Euler". Até o momento, 28 de abril de 2025, conhece-se 51 primos de Mersenne o que significa que há 51 números perfeitos pares conhecidos, sendo o maior 282.589.932 × (282.589.933 − 1), um enorme número com 49.724.095 algarismos.
Com a ajuda do GIMPS, através de uma busca exaustiva, descobriu-se que os primeiros 47 números perfeitos pares são da forma 2n−1(2n − 1) para n = 2, 3, 5, 7, 13, 17, 19, 31, 61, 89, 107, 127, 521, 607, 1279, 2203, 2281, 3217, 4253, 4423, 9689, 9941, 11213, 19937, 21701, 23209, 44497, 86243, 110503, 132049, 216091, 756839, 859433, 1257787, 1398269, 2976221, 3021377, 6972593, 13466917, 20996011, 24036583, 25964951, 30402457, 32582657, 37156667, 42643801 e 43112609 (sequência A000043 na OEIS).
E com a ajuda do mesmo GIMPS, descobriu-se que isso também é verdade para n =  57885161, 74207281, 77232917 e 82589933. Não se sabe se há outros algures neste intervalo.
Atualmente temos (sequência A000396 na OEIS)
{\displaystyle \,\!\left\{6;28;496;8.128;33.550.336;8.589.869.056;...\right\}}

## Números perfeitos ímpares
Não se conhecem atualmente números perfeitos ímpares. S eles existem ou não é uma conjectura antiga que permanece sem solução no caso geral. Em 2004 foi submetido ao arXiv um artigo pelo matemático australiano Simon Davis contendo uma demonstração.
Estes números estão ligados a uma questão denominada como: "Conjectura de Oystein Ore sobre números harmônicos divisores".
Entretanto, sabe-se que, se existem números perfeitos ímpares, eles devem ser maiores que {\displaystyle 10^{300}}, dado que a conjectura foi verificada por intermédio de computadores até o valor, sem que nenhum número perfeito ímpar fosse encontrado.  Além disso, um número ímpar perfeito deve ter, pelo menos, três fatores primos distintos. 

#### Demonstração[2]:
Suponha, por absurdo, que n é um número ímpar perfeito com um único fator primo, ou seja, {\displaystyle n=p^{x}}, em que p é um número primo e r é maior ou igual a 1. 
Temos que a soma dos divisores de n é igual a:
{\displaystyle S(n)=p^{0}+p^{1}+p^{2}+p^{3}+...+p^{x}=1+p+p^{2}+p^{3}+...+p^{x}}
Isso é uma progressão geométrica. Então, podemos fazer:
{\displaystyle S(n)={\frac {p^{x+1}-1}{p-1}}}
Mas {\displaystyle S(n)=2n=2p^{x}}. Então, {\displaystyle 2p^{x}={\frac {p^{x+1}-1}{p-1}}} e {\displaystyle 2p^{x+1}-2p^{x}=p^{x+1}-1}. 
Logo, {\displaystyle p^{x+1}-2p^{x}=-1} ou {\displaystyle 2p^{x}-p^{x+1}=1}. Essa afirmação é absurda, uma vez que p é primo e divide a parte esquerda da equação, mas não divide o lado direito. Portanto, um número primo ímpar não pode ser feito de apenas um simples fator. 
Agora, suponha que n seja composto de dois números primos
{\displaystyle 2\cdot p^{x}\cdot q^{y}=(1+p+p^{2}+...+p^{x})\cdot (1+q+q^{2}+...+q^{y})}
{\displaystyle 2=(1+{\frac {1}{p}}+{\frac {1}{p^{2}}}+...+{\frac {1}{p^{x}}})\cdot (1+{\frac {1}{q}}+{\frac {1}{q^{2}}}+...+{\frac {1}{q^{y}}})}
Tomando {\displaystyle p=3} p = 3 e {\displaystyle q=5}, 
{\displaystyle 2\leq (1+{\frac {1}{3}}+{\frac {1}{3^{2}}}+...+{\frac {1}{3^{x}}})\cdot (1+{\frac {1}{5}}+{\frac {1}{5^{2}}}+{\frac {1}{5^{y}}})}
{\displaystyle 2\leq {\frac {15}{8}}}
Essa conclusão é absurda, portanto, um número perfeito ímpar não deve ter dois fatores primos. 

## Numerologia
Os números perfeitos eram considerados interessantes por alguns motivos:
- Fílon de Alexandria e Santo Agostinho acreditavam que Deus, na teologia cristã, fez o mundo em seis dias justamente por esse ser um número perfeito;[3]
- Fílion de Alexandria também defendeu que os ciclos da Lua duravam vinte e oito dias pelo mesmo motivo. [3]